# Qishn i Socotra

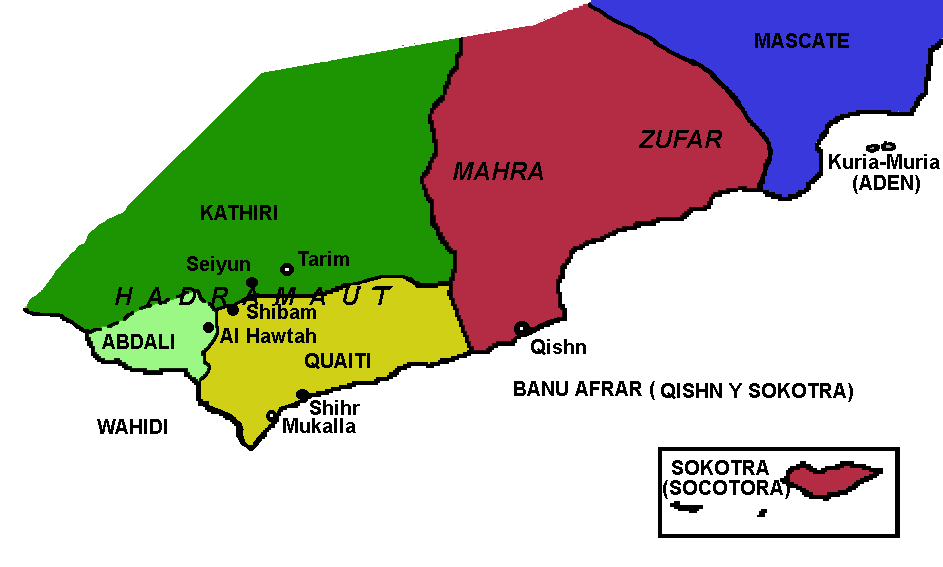
Mapa

El Sultanat de Qishn i Socotra (àrab: سلطنة المهرة في قشن وسقطرى, Sulṭanat al-Mahra fī Qixn wa-Suquṭrà) fou un sultanat del Iemen conegut també com a Sultanat de Mahra (àrab: سلطنة المهرة, Sulṭanat al-Mahra) o Sultanat dels Banu Afrar o encara com l'Estat de Mahra de la Terra Ferma i Socotra (àrab: الدولة المهرية للبر وسقطرى, ad-Dawla al-Mahriyya li-l-Barr wa-Suquṭrà). El 1886 va passar sota protectorat de la Gran Bretanya i va quedar integrat al Protectorat Oriental d'Aden.
Els mahra procedien del que avui es Oman i es van estendre per la zona de la costa cap a l'oest dominant en els primers segles islàmics fins a la regió d'al-Xihr. Vers el 1212 es van establir a Hadramaut, i vers 1274 van dominar Tarim. Vers 1295 van perdre al-Xihr davant dels rassúlides del Iemen i, pressionats pels quaiti, es van establir més a l'est al segle xiv amb centres a Hasik i Qishn.
El 1512 els portuguesos van abandonar l'illa de Socotra i els mahra s'hi van desplaçar i van fundar una fortalesa començant a emigrar a l'illa. El 1538/1539 el sultà dels Banu Kahtir (Kahtiri), Badr Bu Tuwayrik, va ocupar el Hadramaut, incloent Tarim, i el 1545/1546 va ocupar Qishn, on la major part dels membres de la família reial dels Banu Afrar (mashaykhs dels mahra) va ser massacrada. El 1548/1549 el sultà Said ibn Abd-Al·lah dels Banu Afrar va tornar de Socotra, on s'havia refugiat, i va reconquerir Qishn. Com que els Banu Kahtir eren aliats dels otomans, els Banu Afrar es van aliar als portuguesos. La situació va esdevenir estable i els Banu Afrar, com a caps dels mahra, van dominar la regió de Mahra, que, a més de la moderna governació d'al-Mahra, incloïa una part de Dhofar, Socotra i Masira; mentre els kahtiri dominaven el Hadramaut i els quaiti la costa, amb a-Xihr. Amb el temps els kahtiri i els mahra van ser aliats.
El 1876 el sultà va signar un tractat pel que renunciava a cedir cap part del seu domini a una potència que no fos la Gran Bretanya i el 30 d'octubre de 1886 va acceptar el seu protectorat. Fou integrat al Protectorat Oriental d'Aden, que el 1963 va esdevenir Protectorat d'Aràbia del Sud. L'octubre de 1967 el sultà va haver de fugir degut al triomf dels revolucionaris d'Aden i el 16 d'octubre de 1967 el sultanat fou abolit. Les noves autoritats van desembarcar a Socotra el 30 de novembre. Nominalment el sultanat (que va emetre segells com a Estat de Mahra) fou independent a l'illa entre el 16 d'octubre i el 30 de novembre de 1967.

## Bandera

Bandera 1963-1967

La bandera dels Banu Afrar era vermella, i portava una inscripció on es podia llegir «Govern Afrar» o «Socotra» i probablement també «Qishn». El 1963 es va adoptar una nova bandera que era de tres franges horitzontals, verda, blanca i vermella; a la franja central, blanca, una mitja lluna i estrella negres.

## Llista de sultans (dinastia Banu Afrar)
- Saïd ibn Abd-Al·lah (meitat del segle xvi)
- Afrar al-Mahrí (vers 1750-1780)
- Tawari ibn Afrar al-Mahrí (vers 1780 - 1800)
- Sad ibn Tawari ibn Afrar al-Mahrí (vers 1800 - 1820)
- Sultan ibn Amr (a Socotra) (vers 1834)
- Àhmad ibn Sultan (a Qishn) (vers 1834)
- Amr ibn Sad ibn Tawari Afrar al-Mahrí (1835 - 1845)
- Tawari ibn Alí Afrar al-Mahrí (1845-?)
- Àhmad ibn Sad Afrar al-Mahrí (segle xix)
- Abd-Al·lah ibn Sad Afrar al-Mahrí (segle xix)
- Abd-Al·lah ibn Sàlim Afrar al-Mahrí (? - vers 1875)
- Alí ibn Abd-Al·lah Afrar al-Mahrí (vers 1875 - 1907)
- Abd-Al·lah ibn Issa Afrar al-Mahrí (1907 - 1946)
- Àhmad ibn Abd-Al·lah Afrar al-Mahrí (1946? - 1952)
- Issa ibn Alí ibn Salim Afrar al-Mahrí (1952 - 1966)
- Abd-Al·lah ibn Aixur Afrar al-Mahrí (1966 - 1967)